# Chasteuvielh
Chasteuvielh (en francès Châteauvieux) és un municipi francès situat al departament dels Alts Alps i a la regió de Provença – Alps – Costa Blava.

## Demografia
| 1831                                       | 1962 | 1968 | 1975 | 1982 | 1990 | 1999 | 2006 | 2017 |
| ------------------------------------------ | ---- | ---- | ---- | ---- | ---- | ---- | ---- | ---- |
| 267                                        | 127  | 142  | 141  | 240  | 332  | 408  | 438  | 490  |
| Des de 1962: població sense dobles comptes |      |      |      |      |      |      |      |      |

## Administració
| Període   | Identitat             | Partit             |
| --------- | --------------------- | ------------------ |
| 1956-1977 | Marcel Lesbros        | CNIP, després UDF  |
| 1977-2005 | Roger Boyer           | UMP                |
| 2005-2008 | Michel Garcin         |                    |
| 2008-     | Jean-Baptiste Aillaud | MoDem, després UMP |